# 比耶尔 (沃州)
比耶尔（法語：Bière）是瑞士联邦西部法语区的沃州下设的一个市镇。在行政上属于莫尔日区管辖。比耶尔的总面积为25.01平方公里。截至2007年，总人口为1,402。